# Sokotra (Insel)
Sokotra (auch Socotra; arabisch سقطرى Suqutrā, DMG Suquṭrā, Somali Suqadara) ist eine Insel im nordwestlichen Indischen Ozean. Sie gehört geographisch zur gleichnamigen Inselgruppe Sokotra.
Bereits in der Antike spielte die Insel eine sehr wichtige Rolle für den Indienhandel. Im Periplus Maris Erythraei wird sie als Insel des Dioskurides (Διοσκουρίδου νῆσος) aufgeführt.
Politisch ist Sokotra Teil des 2013 neu geschaffenen Gouvernement Sokotra der Republik Jemen. Infolge der seit 2011 andauernden Jemen-Krise wurde Sokotra seit 2016 von den Vereinigten Arabischen Emiraten mit Hilfsgütern versorgt und ab 2018 von emiratischen und saudischen Soldaten besetzt; die jemenitische Regierung verlor damit die Kontrolle über die Insel. Der Südübergangsrat plant, Sokotra als Teil des Südjemen zu proklamieren.

## Geographie
Die Insel liegt am Ostausgang des Golfs von Aden 233 km vom Horn von Afrika entfernt sowie 352 km südlich der Arabischen Halbinsel. Sokotra ist etwa 133 km lang, bis zu 42 km breit und weist eine Fläche von 3579 km² auf. Rund 42.400 Einwohner wohnen auf der Insel, davon 8545 im Hauptort Hadibu (auch Tamrida oder Hudaybu genannt) an der Nordküste. Die Insel hat ein tropisches Wüstenklima und Halbwüstenklima (Effektive Klimaklassifikation nach Köppen: BWh und BSh).

## Natur und Landschaft

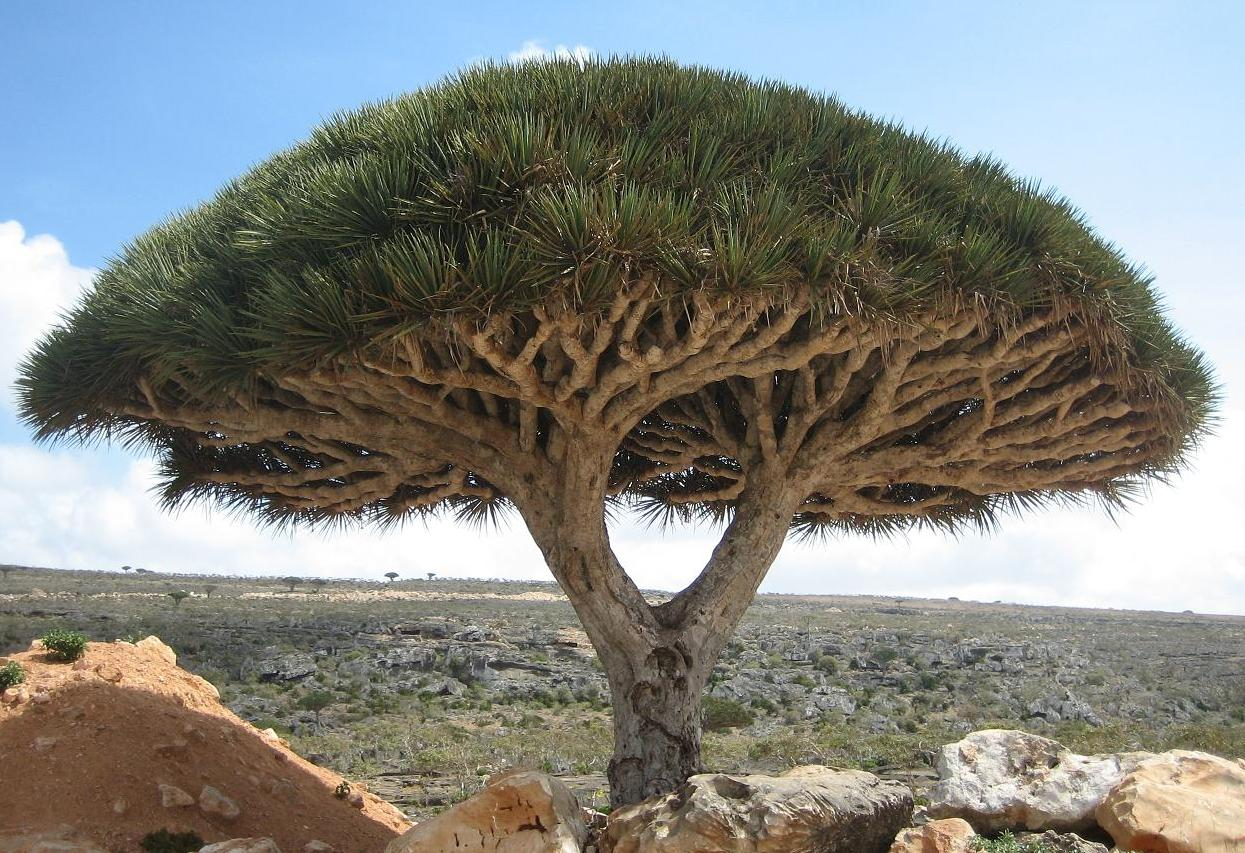
Drachenblutbaum (Dracaena cinnabari)

In den schmalen Küstenbereichen der Insel Sokotra, auf der Hirten, Fischer und Ackerbauern wohnen, wird der Anbau von Weihrauch und Aloe sowie Viehzucht (Schafe und Ziegen) betrieben. Die höchste Erhebung auf Sokotra, der Dschabal Haggier, der hauptsächlich aus einem unfruchtbaren Hochplateau besteht, misst 1519 m. Die Insel weist aber in den tieferen Regionen und an den Berghängen eine oft recht dichte, ursprüngliche Vegetation sowie eine großteils endemische Flora und Fauna auf. Zu den endemischen Arten gehört Dendrosicyos socotranus, eines der wenigen baumförmigen Kürbisgewächse und der Sokotragimpel (Rhynchostruthus socotranus); daher wurde sie, zusammen mit den anderen Inseln des Archipels, 2003 zum Biosphärenreservat erklärt. Manche Teile der Küste sind von Dünen umsäumt, die zu den größten Küstendünen der Erde gehören. Sokotra ist die Heimat der Drachenbaumart Dracaena cinnabari, eines Reliktes der Kreidezeit, dessen Baumharz zur Herstellung von Naturheilmitteln und Weihrauch genutzt wird. Seit 2008 gehört die Insel zum Weltnaturerbe „Sokotra-Archipel“ der UNESCO.

Landschaft
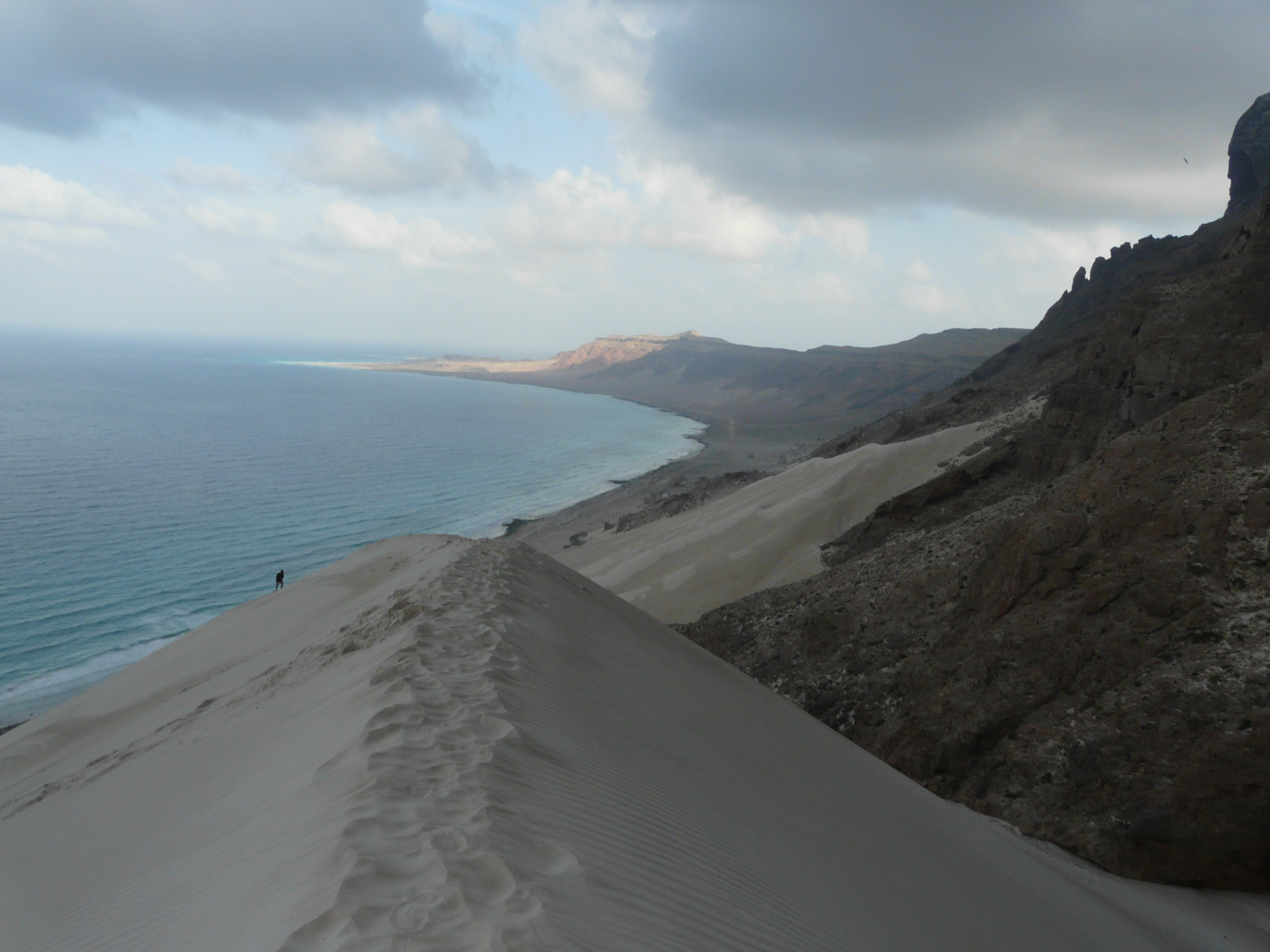
An der Ostküste
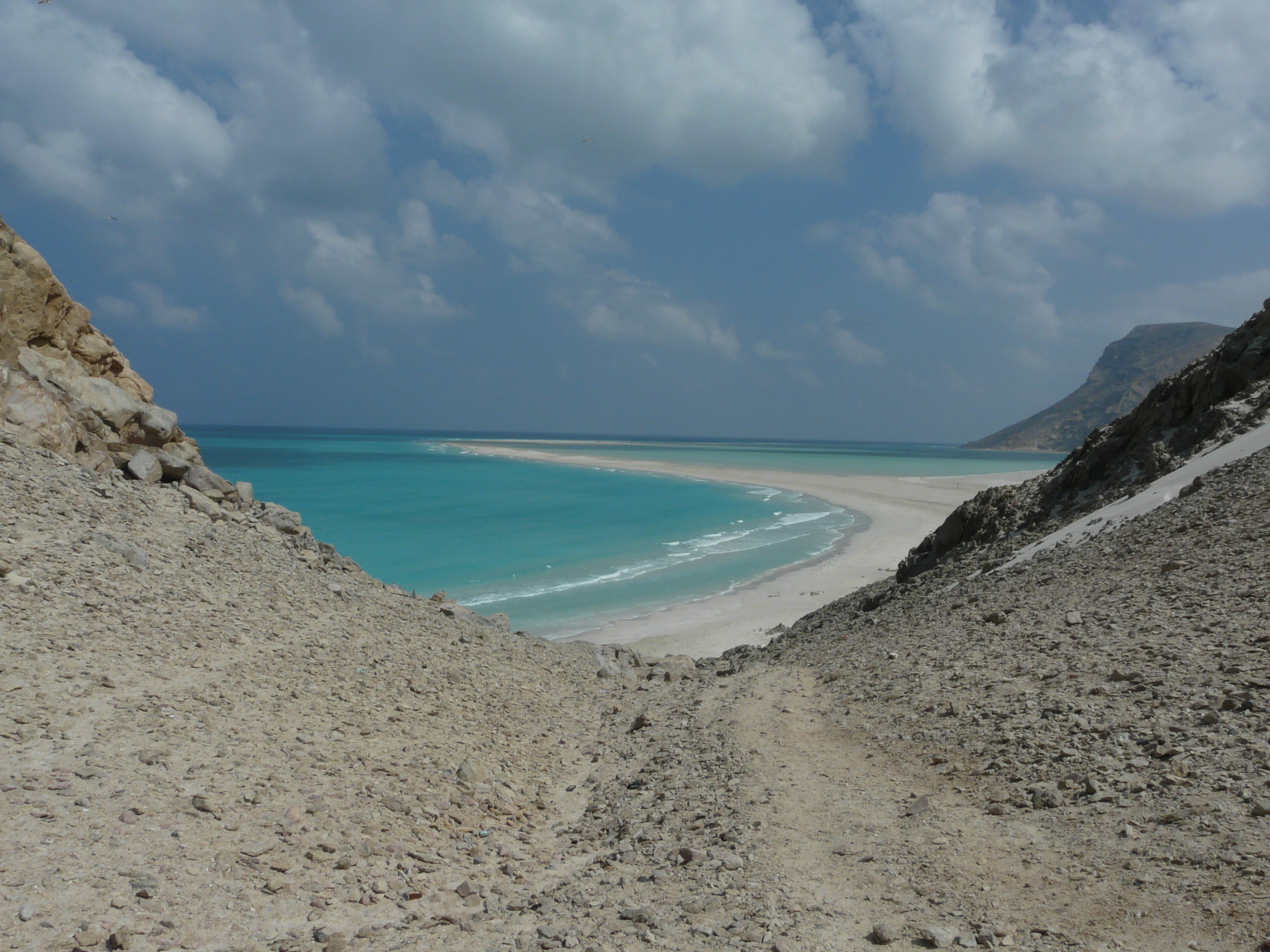
An der Westküste
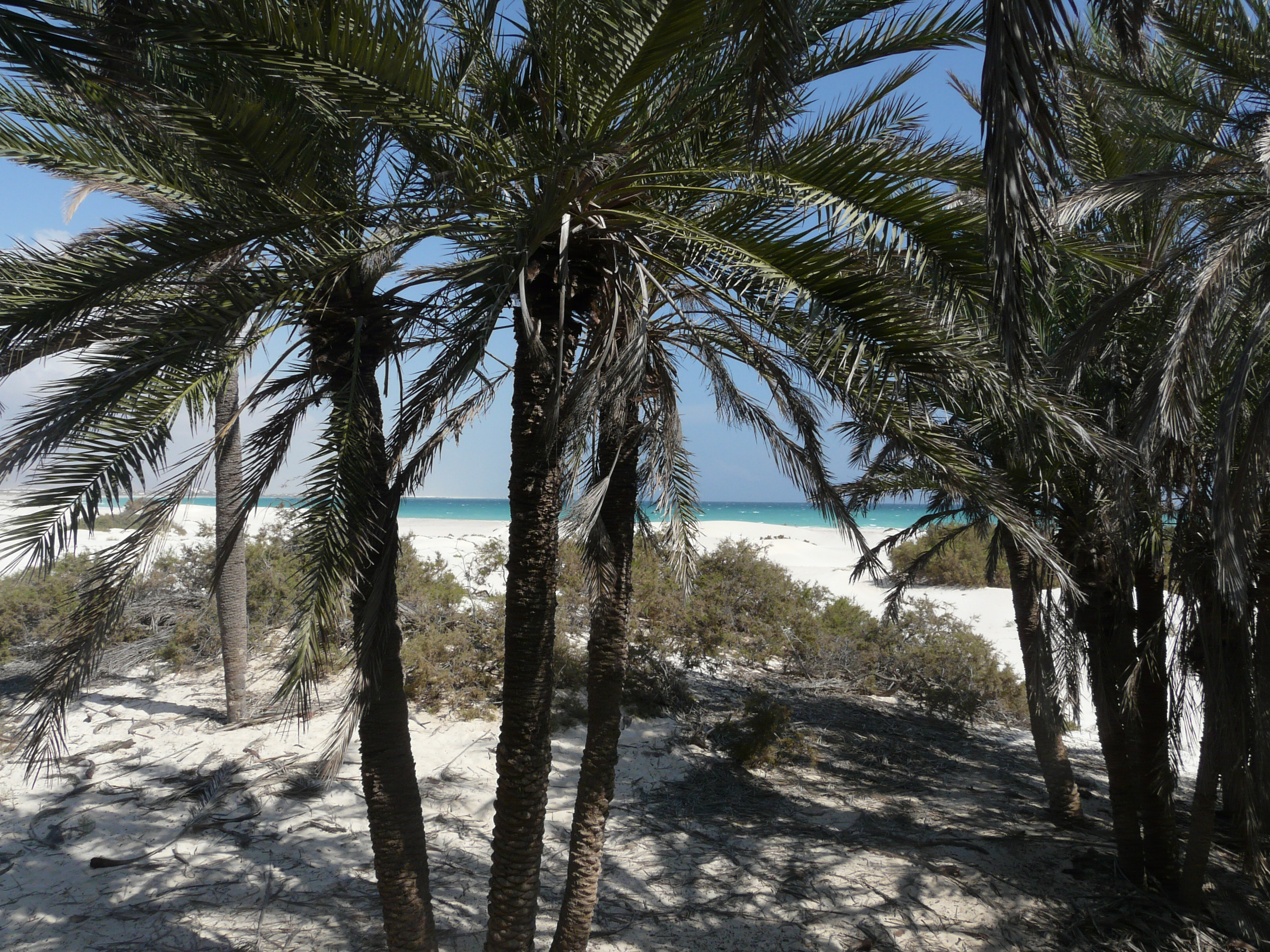
An der Südküste
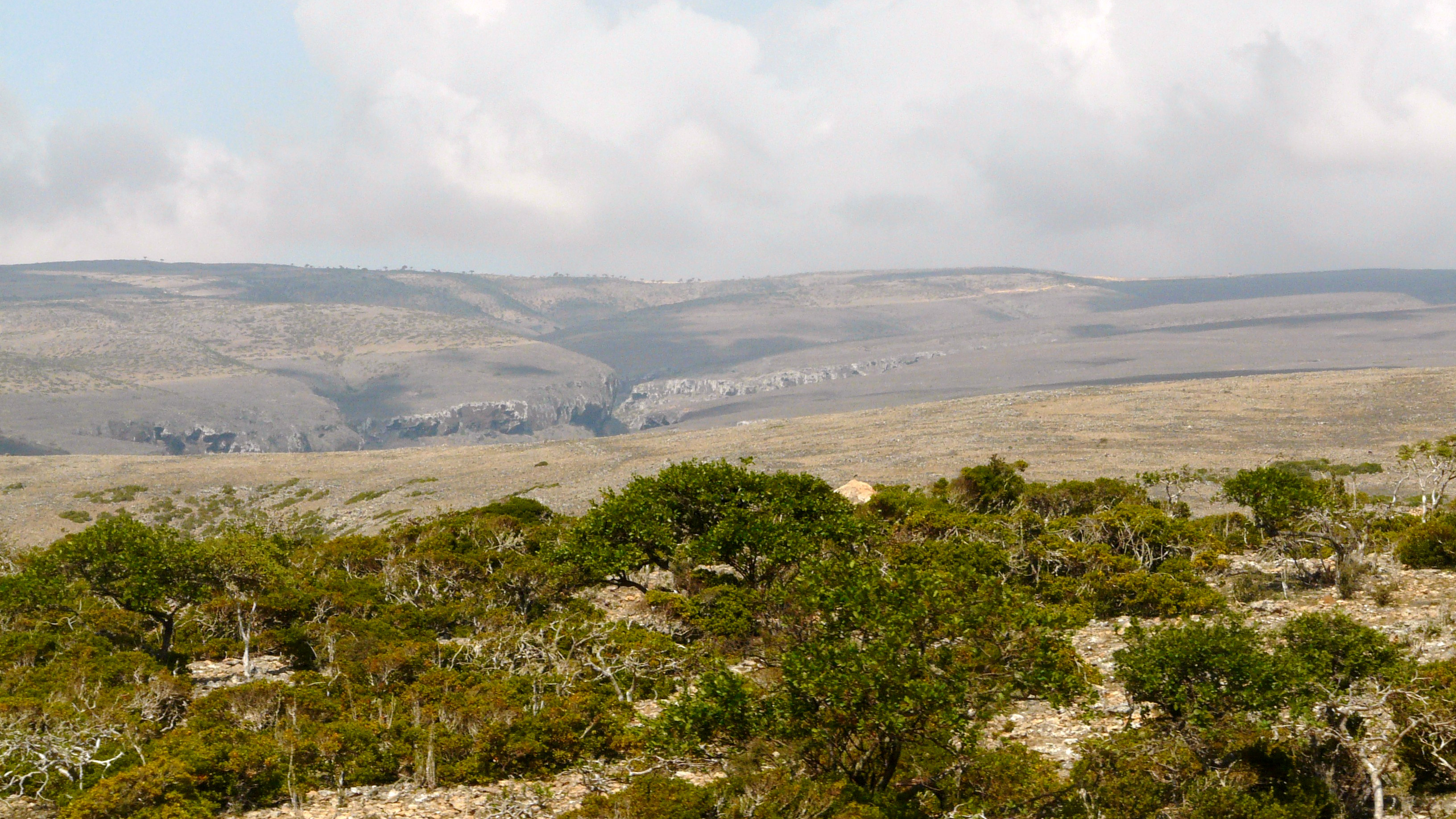
Das Inselinnere

## Verkehr
- Flughafen Sokotra